# Katherine Anne Porter
Katherine Anne Porter, nata Callie Russell Porter (Indian Creek, 15 maggio 1890 – Silver Spring, 18 settembre 1980), è stata una giornalista, scrittrice e attivista statunitense.

## Biografia
Nata in Texas, era la quarta figlia di Harrison Boone Porter e Mary Alice Jones Porter, entrambi provenienti da famiglie originarie dal cosiddetto Upper South, e trasferitesi in Texas prima della guerra civile americana. La madre morì solo due anni dopo la nascita di Katherine, dopo aver dato alla luce un'altra figlia, Mary Alice. Dopo la morte della madre, suo padre decise di fare ritorno nella dimora materna a Kyle (Texas) dove la sua educazione fu frutto delle cure della nonna paterna, Catharine Ann Skaggs Porter, una donna tradizionalista e del sud dai fermi valori puritani i cui racconti sulle vicende di famiglia intessute nel contesto della guerra civile furono i primi rudimenti dell'arte del raccontare a cui attinse la scrittrice. Dopo la morte della nonna all'età di undici anni, il padre decise di trasferirsi da alcuni parenti a San Antonio e successivamente portò la giovane Katherine in un istituto religioso di New Orleans da dove fuggì all'età di sedici anni per sposare il suo primo marito, John Koontz, un impiegato presso le ferrovie, il 20 giugno 1906, e si convertì al cattolicesimo per rappacificarsi con la famiglia del marito, contraria sin dall'inizio al loro matrimonio. Tuttavia il matrimonio durò nove anni, durante i quali, a causa delle continue e prolungate assenze del marito, la Porter iniziò a sperimentare il suo talento di scrittrice, riuscendo persino a pubblicare una poesia dal titolo Texas by the Gulf of Mexico, pubblicata su una rivista a cui era abbonato suo marito. Nel 1914, quando era ormai chiaro che il suo matrimonio era in crisi, la Porter si trasferì a Chicago con l'intenzione, essendo una giovane avvenente, di tentare la via del cinema, e riuscì ad avere due parti come comparsa in altrettante pellicole per la Essanay Studios, ma dopo appena sei mesi decise di fare ritorno in Texas. Nel giugno 1915 ottenne il divorzio dal primo marito.
Entrata in un sanatorio dopo che le era stata diagnosticata la tubercolosi, la Porter iniziò la sua carriera giornalistica nel 1917, dopo aver conosciuto il proprietario del giornale locale The Critic di Fort Worth, occupandosi di gossip e di critica teatrale. Dopo essere passata al giornale Rocky Mountain News di Denver, dove si occupò di cinema e spettacolo, rischiò la vita durante l'epidemia di influenza del 1918, esperienza che poi utilizzerà in maniera autobiografica nel personaggio di Miranda presente nel romanzo Bianco cavallo, bianco cavaliere pubblicato nel 1939.
Nel 1919 la Porter si trasferì a Greenwich Village, guadagnandosi da vivere come ghostwriter e come scrittrice per bambini. Qui entrò in contatto con diversi intellettuali di origine messicana che la aiutarono a trovare occupazione in Messico in qualità di curatrice di una mostra di opere di Diego Rivera e del muralismo messicano su invito del Presidente messicano Álvaro Obregón. La Porter diede così inizio ad un lungo periodo di continui viaggi tra il Messico e gli Stati Uniti che durarono dal 1920 fino al 1931. Coinvolta nelle riforme scolastiche e culturali portate dalla rivoluzione messicana, la scrittrice intraprese un lungo rapporto di amore-odio per questa terra che considerava molto vicina al suo amato Texas. Il Messico sarà la terra che fa da sfondo a molte delle sue storie, prima fra tutte il suo primo racconto,  Maria Conception, pubblicato nel 1922 dopo il suo ritorno negli Stati Uniti per la rivista Century. In questo stesso anno pubblicò una serie di saggi frutto della sua esperienza in Messico, dal titolo Outline of Mexican Popular Arts and Crafts.
Nel 1926 la Porter sposò il suo secondo marito, il disegnatore d'interni di origini anglosassoni Ernest Stock, più giovane di lei di dieci anni, ed i due si trasferirono nel Connecticut. La nuova esperienza matrimoniale si rivelò tuttavia disastrosa, poiché non solo influì negativamente sulla produzione letteraria della scrittrice, ma anche sulla sua salute fisica, quando la Porter contrasse dal marito la gonorrea, e fu costretta a un'operazione di isterectomia. Questa operazione fu una grave ferita per l'emotività di questa scrittrice, che aveva da sempre avuto il desiderio di maternità e che, da quel momento, sarebbe sfumato per sempre. In questo stesso periodo ebbe modo di conoscere importanti intellettuali dell'epoca, quali Ford Madox Ford, Hart Crane, Allen Tate, ed esponenti del gruppo dei Southern Agrarians come Andrew Nelson Lytle e Robert Penn Warren con i quali si dilettava a ricordare le sue origini del sud.
Nella primavera e nell'estate di quello stesso anno trascorse un periodo di soggiorno nella Merryall Valley, Connecticut, in una fattoria di proprietà dei suoi amici la poetessa Genevieve Taggard e suo marito lo scrittore Robert Wolf. Questo soggiorno fu molto importante dal punto di vista artistico, poiché contribuì a ravvivare la creatività della scrittrice provata dai suoi traumi recenti e a ispirarla con nuovi soggetti narrativi.
Il 18 agosto 1927 la Porter, insieme ad altri importanti intellettuali dell'epoca, giunse a  Boston dove partecipò alla serie di proteste organizzate contro l'esecuzione di Sacco e Vanzetti. Durante la marcia di protesta la scrittrice fu arrestata, e subì un processo insieme a gran parte dei manifestanti, che vennero tuttavia assolti e liberati. Sempre in quello stesso anno la Porter accettò l'offerta della casa editrice Modern Library di scrivere la biografia di Cotton Mather, personaggio coinvolto nella vicenda delle streghe di Salem, e per questo decise di trascorrere nell'omonima cittadina un periodo che va dalla fine del 1927 agli inizi del 1928. In questo periodo terminò due racconti, Magic e The Jilting of Granny Weatherhall, entrambi pubblicati dalla rivista letteraria di Eugene Jolas, Transition, e pubblicati rispettivamente nell'estate del 1928 e agli inizi del 1929.
Nel 1929, dopo essersi ammalata gravemente, grazie all'aiuto di alcuni amici devoti, si trasferì per un breve periodo di convalescenza nelle Bermuda, dove rimase per circa cinque mesi, periodo nel quale cercò di lavorare alla biografia di Cotton Mather ma senza riuscirvi. Tornata a New York, grazie all'aiuto del suo compagno di allora, il critico letterario Matthew Josephson, pubblicò nel 1930 la raccolta di racconti Il pesco di Giuda (Flowering Judas), per la rivista Hound & Horn.
Nell'agosto 1931 la scrittrice, insieme al suo nuovo compagno Eugene Dove Pressly, intraprese una crociera sulla nave tedesca S.S. Werra partendo da Vera Cruz e diretta in Europa. Durante la traversata la scrittrice tenne una specie di diario di bordo, che le fu poi d'ispirazione per il suo unico romanzo La nave dei folli pubblicato nel 1962 e dal quale nel 1965 il regista Stanley Kramer trasse il soggetto per il suo film La nave dei folli. Giunta in Europa la Porter visitò Parigi, dove fu ospite dello scrittore e critico letterario Eugene Jolas, e si trasferì successivamente a Madrid dove raggiunse Pressly, ed entrambi si diressero a Basilea dove i due restarono dal giugno al dicembre 1932. Dopo essere stata costretta ad un lungo periodo di ricovero per l'acuirsi della tubercolosi, la Porter tornò nuovamente a Parigi dove Pressly era stato assegnato all'ambasciata americana. I due soggiornarono nella capitale francese per circa quattro anni e nel 1933 si sposarono. Durante la sua permanenza parigina, la Porter entrò in contatto con diversi intellettuali statunitensi, come Monroe Wheeler, Glenway Wescott e Barbara Harrison.
Nel 1936 i Porter si trasferirono nuovamente in patria e si separarono, l'uno a Washington in cerca di lavoro, l'altra in Pennsylvania. In questo periodo la Porter portò a termine i due romanzi brevi Old Mortality e Vino di mezzogiorno (Noon Wine), che compaiono nella raccolta Bianco cavallo, bianco cavaliere. Dopo essersi definitivamente separata dal marito partito per il Messico, la Porter soggiornò per una conferenza all'Olivet College in Michigan ospite del suo amico Allen Tate, nella cui casa conobbe il suo futuro quarto marito Albert Erskine, studente alla Louisiana State University di Baton Rouge e collaboratore della rivista letteraria The Southern Review.
Katherine Anne Porter è generalmente considerata come la più importante scrittrice texana.. Le sue opere appartengono alla tradizione letteraria del sud degli Stati Uniti. Ricevette il premio Pulitzer e il National Book Award nel 1966 per il suo libro The Collected Stories. Fu candidata per tre volte al Premio Nobel per la letteratura.

## Opere in italiano
Sono state inserite soltanto le opere pubblicate in italiano, per un elenco completo delle opere originali si rimanda alla consultazione della pagina wikipedia in lingua inglese.

### Racconti
- Il pesco di Giuda (Flowering Judas and Other Stories, 1935)  
 trad. Lidia Storoni Mazzolani, Theoria, 1992
- Bianco cavallo, bianco cavaliere (Pale Horse, Pale Rider, 1939)  
 trad. Lidia Storoni Mazzolani, Einaudi, 1946
- Lo specchio incrinato (The Collected Stories of Katherine Anne Porter, 1964)  
 trad. Giovanna Granato, Bompiani, 2017

### Romanzi
- La nave dei folli (Ship of Fools, 1962)  
 trad. Adriana Motti,  Einaudi, 1964